# Chicago Bears 2020
La stagione 2020 dei Chicago Bears è stata la 101ª della franchigia nella National Football League e la terza con Matt Nagy come capo-allenatore. Malgrado l'avere iniziato la stagione con un record di 5–1, i Bears persero le successive sei partite, scendendo a 5-7. La striscia negativa si interruppe con gli Houston Texans, dando il via a una striscia di tre vittorie consecutive, che permisero alla squadra di tornare in corsa per un posto nei playoff per l'ultimo turno. Dalla settimana 13 alla settimana 16, i Bears segnarono almeno 30 punti in ogni partita, un fatto che non accadeva loro dal 1965.
Anche se i Bears persero contro i Green Bay Packers nella settimana 17 e pareggiarono il loro record del 2019, riuscirono a centrare un posto nei playoff a spese degli Arizona Cardinals, che persero quella stessa settimana contro i Los Angeles Rams. I Bears del 2020 divennero la terza squadra della storia a perdere sei partite consecutive e a qualificarsi per i playoff dopo i Cincinnati Bengals del 1970 e i Carolina Panthers del 2014. La stagione si concluse con una sconfitta nel wild card round contro i New Orleans Saints.

## Scelte nel Draft 2020
| Scelte dei Bears nel Draft 2020 |        |                     |       |                  |
| Giro                            | Scelta | Giocatore           | Ruolo | College          |
| 2                               | 43     | Cole Kmet           | TE    | Notre Dame       |
| 2                               | 50     | Jaylon Johnson      | CB    | Utah             |
| 4                               | 155    | Trevis Gipson       | LB    | Tulsa            |
| 5                               | 163    | Kindle Vildor       | CB    | Georgia Southern |
| 5                               | 173    | Darnell Mooney      | WR    | Tulane           |
| 7                               | 226    | Arlington Hambright | OG    | Colorado         |
| 7                               | 227    | Lachavious Simmons  | OG    | Tennessee State  |

## Staff
| Staff dei Chicago Bears nel 2020 |
| --- |
| Organi dirigenziali - Segretario del Consiglio di Amministrazione – Virginia Halas McCaskey - Chairman – George McCaskey - Presidente/CEO – Ted Phillips - General manager – Ryan Pace - Vice presidente senior/consulente generale – Cliff Stein - Direttore del personale dei giocatori – Josh Lucas - Assistente del dir. del personale dei giocatori – Champ Kelly - Direttore degli osservatori del college – Mark Sadowski - Direttore dell'amministrazione del football – Joseph Laine Capo allenatore - Matt Nagy Altri allenatori - Preparatore atletico – Jason Loscalzo - Assistente p.a. – Casey Kramer - Assistente p.a. – Pierre Ngo - Head athletic trainer – Andre Tucker Allenatori dell'attacco - Coordinatore offensivo – Bill Lazor - Coordinatore gioco sui passaggi – Dave Ragone - Quarterback – John DeFilippo - Running back – Charles London - Wide receiver – Mike Furrey - Assistente wide receiver/controllo qualità – Chris Jackson - Tight end – Clancy Barone - Offensive line – Juan Castillo - Assistente offensive line – Donovan Raiola - Assistente – Mike Harris - Controllo qualità – Mike Snyder Allenatori della difesa - Coordinatore difensivo – Chuck Pagano - Defensive line – Jay Rodgers - Assistente senior/outside linebacker – Ted Monachino - Inside linebacker – Mark DeLeone - Analista pass rush/Assistente linebacker – Bill Shuey - Secondary – Deshea Townsend - Safety – Sean Desai - Controllo qualità – Shane Toub - Controllo qualità – Ronell Williams Allenatori dello special team - Coordinatore dello special team – Chris Tabor - Assistente dello special team – Brian Ginn |

## Roster
| Roster dei Chicago Bears nel 2020 |
| --- |
| Quarterback - 9 Nick Foles - 10 Mitchell Trubisky Running Back - 29 Tarik Cohen - 32 David Montgomery - 35 Ryan Nall Wide Receiver - 19 Ted Ginn Jr. - 17 Anthony Miller - 11 Darnell Mooney - 84 Cordarrelle Patterson - 88 Riley Ridley - 12 Allen Robinson - 83 Javon Wims Tight End - 80 Jimmy Graham - 86 Demetrius Harris - 81 J.P. Holtz - 85 Cole Kmet - 82 Eric Saubert Offensive Linemen - 64 Alex Bars G - 69 Rashaad Coward T - 68 James Daniels G - 71 Arlington Hambright G - 74 Germain Ifedi G - 72 Charles Leno T - 70 Bobby Massie T - 78 Jason Spriggs T - 65 Cody Whitehair C Defensive Linemen - 97 Mario Edwards Jr. DE - 96 Akiem Hicks DE - 90 John Jenkins NT - 98 Bilal Nichols DE - 95 Roy Robertson-Harris DE - 92 Brent Urban DE Linebacker - 99 Trevis Gipson OLB - 45 Joel Iyiegbuniwe ILB - 52 Khalil Mack OLB - 50 Barkevious Mingo OLB - 94 Robert Quinn OLB - 58 Roquan Smith ILB - 59 Danny Trevathan ILB - 93 James Vaughters OLB - 55 Josh Woods ILB Defensive Back - 26 Deon Bush SS - 23 Kyle Fuller CB - 38 Tashaun Gipson SS - 36 DeAndre Houston-Carson FS - 39 Eddie Jackson FS - 33 Jaylon Johnson CB - 27 Sherrick McManis DB - 20 Duke Shelley CB - 24 Buster Skrine CB - 37 Kindle Vildor CB Special Team - 16 Pat O'Donnell P - 48 Patrick Scales LS Lista delle riserve - 25 Artie Burns CB (IR) - 43 Marqui Christian SS (Sospeso) - 49 Darion Clark TE (IR) - 91 Eddie Goldman NT (Opt-out) - 30 Michael Joseph CB (IR) - 21 Jordan Lucas SS (Opt-out) - 15 Eddy Piñeiro K (IR) - 31 Tre Roberson CB (NF-Inj.) Squadra di allenamento - 13 Rodney Adams WR - 76 Abdullah Anderson DE - 8 Tyler Bray QB - 75 Jamon Brown G - 35 Xavier Crawford CB - 18 Reggie Davis WR - 37 Stephen Denmark CB - 87 Jesper Horsted TE - 14 Thomas Ives WR - 63 LaCale London DE - 67 Sam Mustipher C - 46 Artavis Pierce RB - 2 Cairo Santos K - 73 Lachavious Simmons T - 44 Rashad Smith ILB - 76 Badara Traore OT 53 attivi, 8 inattivi, 16 nella squadra di allenamento |
| Legenda - I rookie sono in corsivo. - Il primo ruolo è il principale mentre gli eventuali successivi indicano i ruoli secondari. - (IR) sta per Injured Reserve ed indica la lista ristretta per un solo giocatore infortunato che può tornare ad allenarsi dopo la settimana 6 e a rientrare in prima squadra dopo che questa ha giocato 8 partite. - (NF-Inj.) / (NF-Ill.) stanno rispettivamente per Non-Football Injured e Non-Football Illness ed indicano le liste dove viene inserito un giocatore che ha un infortunio o una malattia non dipendente dal football americano. - (PUP) sta per Physically Unable to Perform ed indica la lista dove viene inserito un giocatore mentre è in attesa di recuperare la condizione fisica. Nella stagione regolare dopo la sesta partita giocata dalla propria squadra, il giocatore ha tempo tre settimane per riprendere ad allenarsi, più tre settimane aggiuntive dal suo rientro agli allenamenti per rientrare in prima squadra. |

## Calendario

### Pre-stagione
Il calendario della fase prestagionale è stato annunciato il 7 maggio 2020. Tuttavia, il 27 luglio 2020, il commissioner della NFL Roger Goodell ha annunciato la cancellazione totale della pre-stagione, a causa della pandemia di Covid-19.

### Stagione regolare
| Stagione regolare |                    |                         |                    |                    |                         |                    |
| Turno             | Data               | Avversario              | Risultato          | Record             | Stadio                  | Sintesi            |
| 1                 | 13 settembre       | at Detroit Lions        | V 27–23            | 1–0                | Ford Field              | Recap              |
| 2                 | 20 settembre       | New York Giants         | V 17–13            | 2–0                | Soldier Field           | Recap              |
| 3                 | 27 settembre       | at Atlanta Falcons      | V 30–26            | 3–0                | Mercedes-Benz Stadium   | Recap              |
| 4                 | 4 ottobre          | Indianapolis Colts      | S 11–19            | 3–1                | Soldier Field           | Recap              |
| 5                 | 8 ottobre          | Tampa Bay Buccaneers    | V 20–19            | 4–1                | Soldier Field           | Recap              |
| 6                 | 18 ottobre         | at Carolina Panthers    | V 23–16            | 5–1                | Bank of America Stadium | Recap              |
| 7                 | 26 ottobre         | at Los Angeles Rams     | S 10–24            | 5–2                | SoFi Stadium            | Recap              |
| 8                 | 1 novembre         | New Orleans Saints      | S 23–26 (dts)      | 5–3                | Soldier Field           | Recap              |
| 9                 | 8 novembre         | at Tennessee Titans     | S 17–24            | 5–4                | Nissan Stadium          | Recap              |
| 10                | 16 novembre        | Minnesota Vikings       | S 13–19            | 5–5                | Soldier Field           | Recap              |
| 11                | Settimana di pausa | Settimana di pausa      | Settimana di pausa | Settimana di pausa | Settimana di pausa      | Settimana di pausa |
| 12                | 29 novembre        | at Green Bay Packers    | S 25–41            | 5–6                | Lambeau Field           | Recap              |
| 13                | 6 dicembre         | Detroit Lions           | S 30–34            | 5–7                | Soldier Field           | Recap              |
| 14                | 13 dicembre        | Houston Texans          | V 36–7             | 6–7                | Soldier Field           | Recap              |
| 15                | 20 dicembre        | at Minnesota Vikings    | V 33–27            | 7–7                | U.S. Bank Stadium       | Recap              |
| 16                | 27 dicembre        | at Jacksonville Jaguars | V 41–17            | 8–7                | TIAA Bank Field         | Recap              |
| 17                | 3 gennaio          | Green Bay Packers       | S 16–35            | 8–8                | Soldier Field           | Recap              |

| Stagione regolare |            |                           |           |        |                         |         |
| Turno             | Data       | Avversario (seed)         | Risultato | Record | Stadio                  | Sintesi |
| Wild Card         | 10 gennaio | at New Orleans Saints (2) | S 9–21    | 0–1    | Mercedes-Benz Superdome | Recap   |

## Premi

### Premi settimanali e mensili
- Cairo Santos:

giocatore degli special team della NFC della settimana
giocatore degli special team della NFC del mese di dicembre